# مایک هور دیوانه
توماس مایکل هور (انگلیسی: Thomas Michael Hoare)؛ (۱۷ مارس ۱۹۱۹ – ۲ فوریه ۲۰۲۰)، معروف به مایک هور دیوانه (انگلیسی: Mad Mike Hoare)، یک رهبر مزدور ایرلندی و ماجراجویی شناخته شده برای فعالیت‌های نظامی در آفریقا و تلاش برای انجام کودتا در سیشل بود.
او در ۱۷ مارس ۱۹۱۹ از پدر و مادری ایرلندی در کلکته در زمان استعمار انگلیس بر هند به دنیا آمد و در ۲ فوریه ۲۰۲۰ در سن ۱۰۰ سالگی در دوربان آفریقای جنوبی درگذشت.
مایک دیوانه در دهه ۱۹۶۰ کارهایی را در کنگو انجام داد که در آن زمان شهرت به دست آورد و سالها بعد میراثی جنجالی برای او برانگیخت.
در سال ۱۹۷۸، یک فیلم ماجراجویی به نام غازهای وحشی منتشر شد. در این فیلم ریچارد برتون در نقش سرگرد آلن فاکنر بازی کرد، شخصیتی که به شدت بر مایک هور دیوانه بنا شده‌است.